# 克勒勒-米勒博物館
克勒勒-米勒博物館（荷蘭語：Kröller-Müller Museum）是荷蘭的一座藝術博物館，坐落在海爾德蘭省奧特洛的荷兰梵高国家森林公园内。博物館擁有如《夜間咖啡館》在内的可觀的梵高的油畫作品收藏，是世界上第二大梵高油畫收藏機構（僅次於位于阿姆斯特丹的梵高博物館）。此外，这里還藏有皮特·蒙德里安、喬治·秀拉、羅丹、 喬治·布拉克、高更、詹姆斯·恩索爾、畢加索等畫家的作品。

## 馆史
該博物館是以海倫·克勒勒-米勒的名字命名，後者是一位狂熱的藝術品收藏家，也是首批賞識凡高的才華並收集其作品的人之一。1935年，她將其全部收藏捐贈給荷蘭國家。1938年，由亨利·范·德费尔德設計的該博物館對外開放。雕塑公園於1961年新建，由维姆·奎斯特（Wim Quist）設計的新的展覽翼（exhibition wing）於1977年開放。

## 馆藏

文森特·梵高, 吃马铃薯的人, 1885[5]
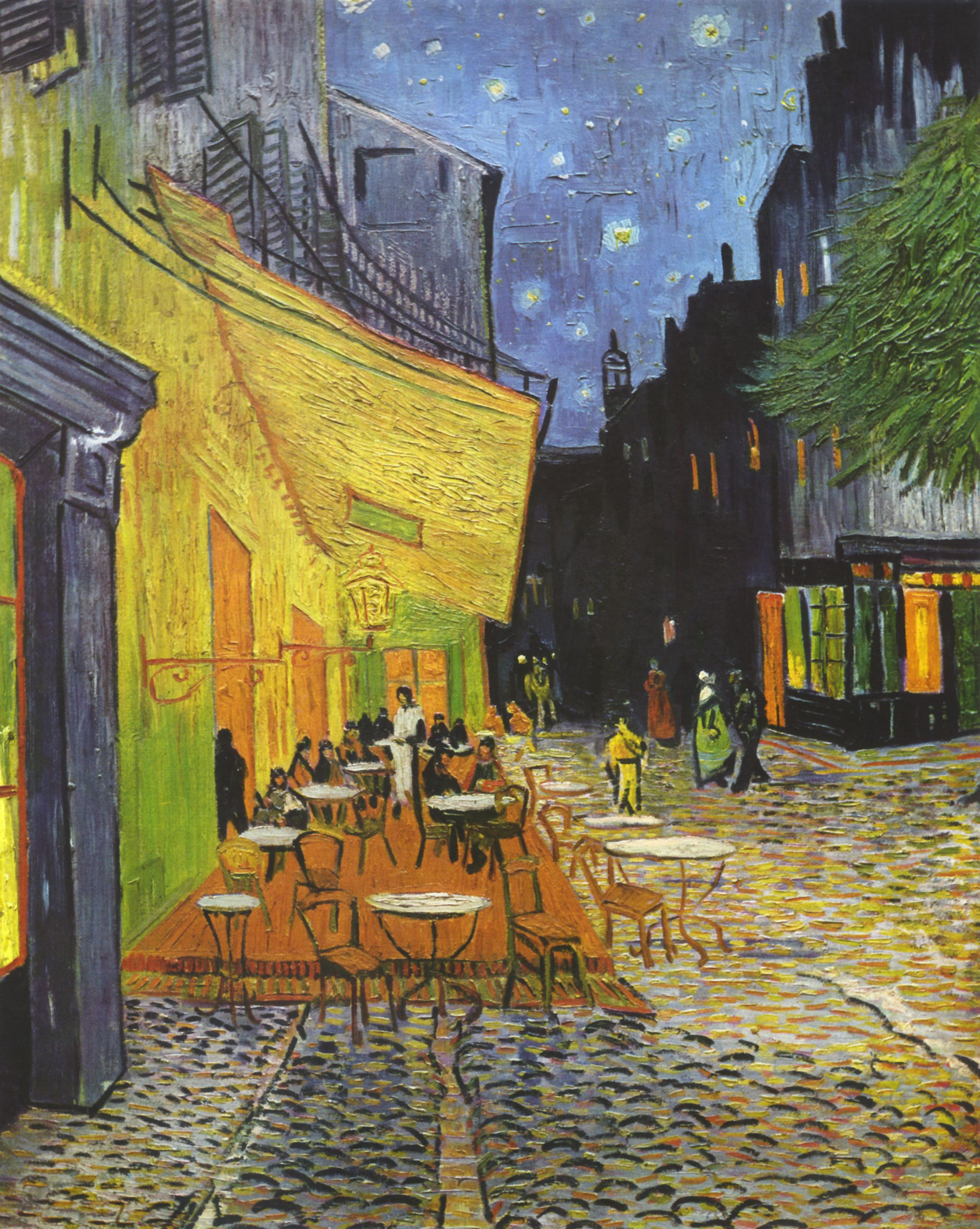
文森特·梵高, 夜晚露天咖啡座, 1888
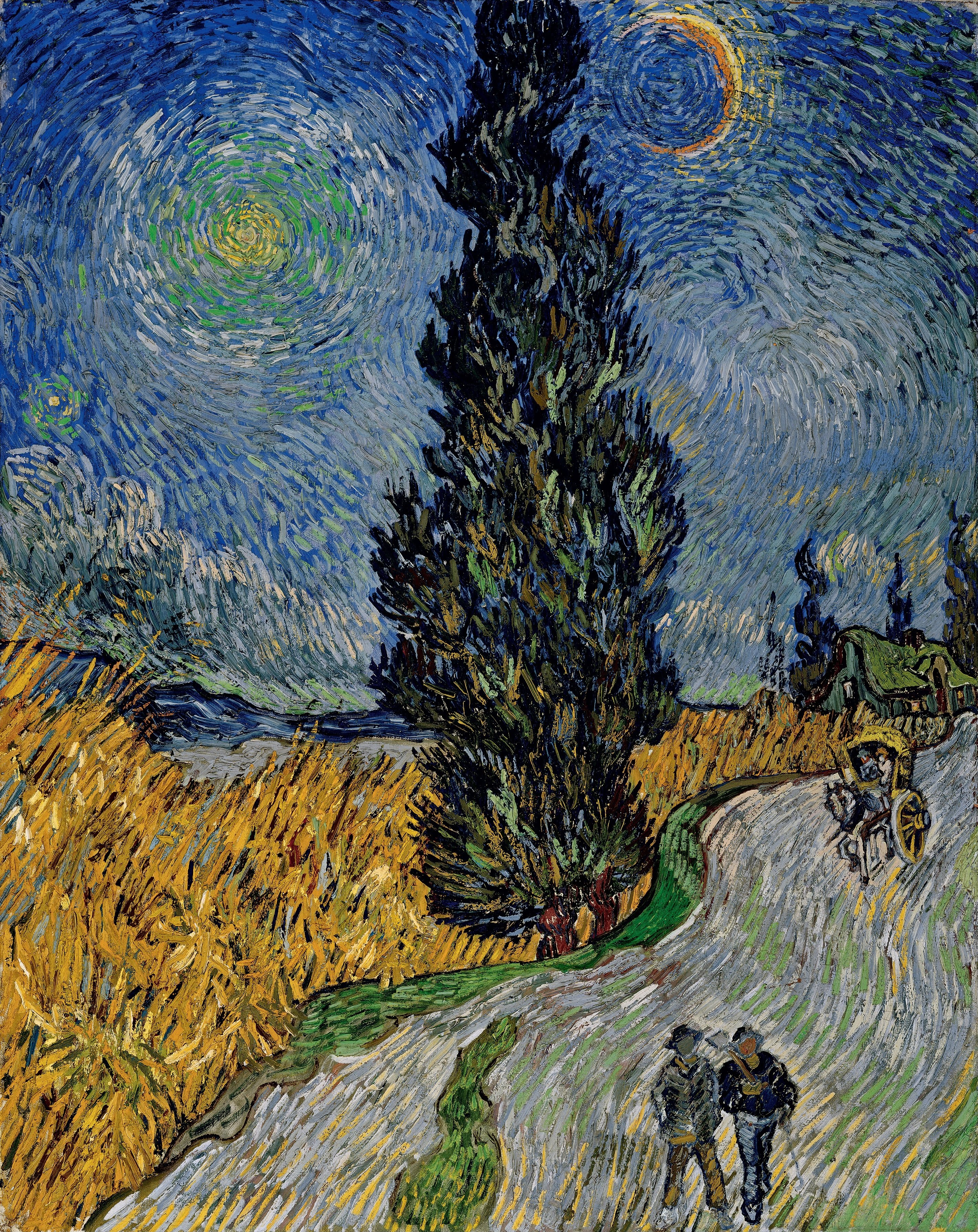
文森特·梵高, 有丝柏的道路, 1890
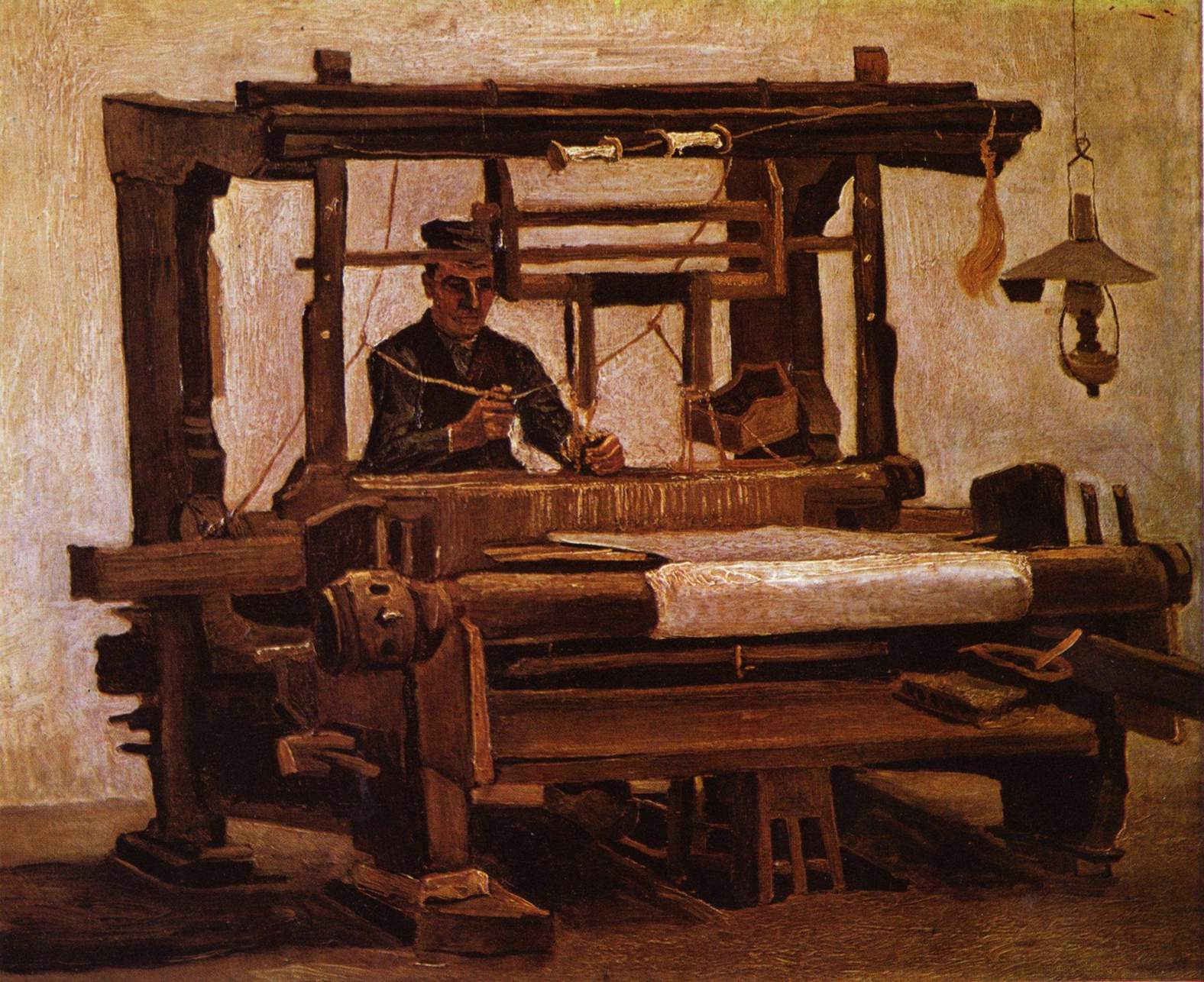
文森特·梵高: Weber am Webstuhl
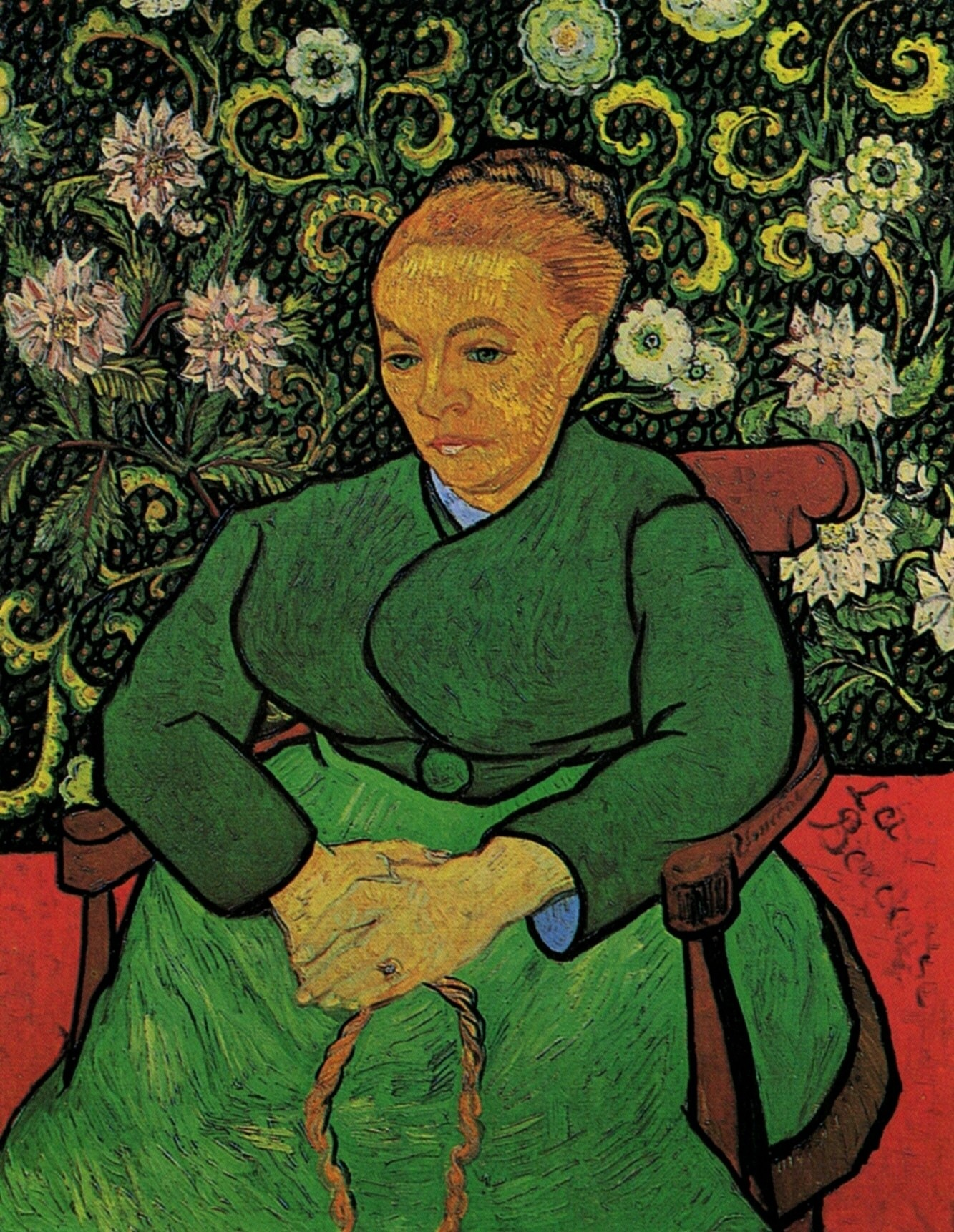
文森特·梵高: La Berceuse (Augustine Roulin)
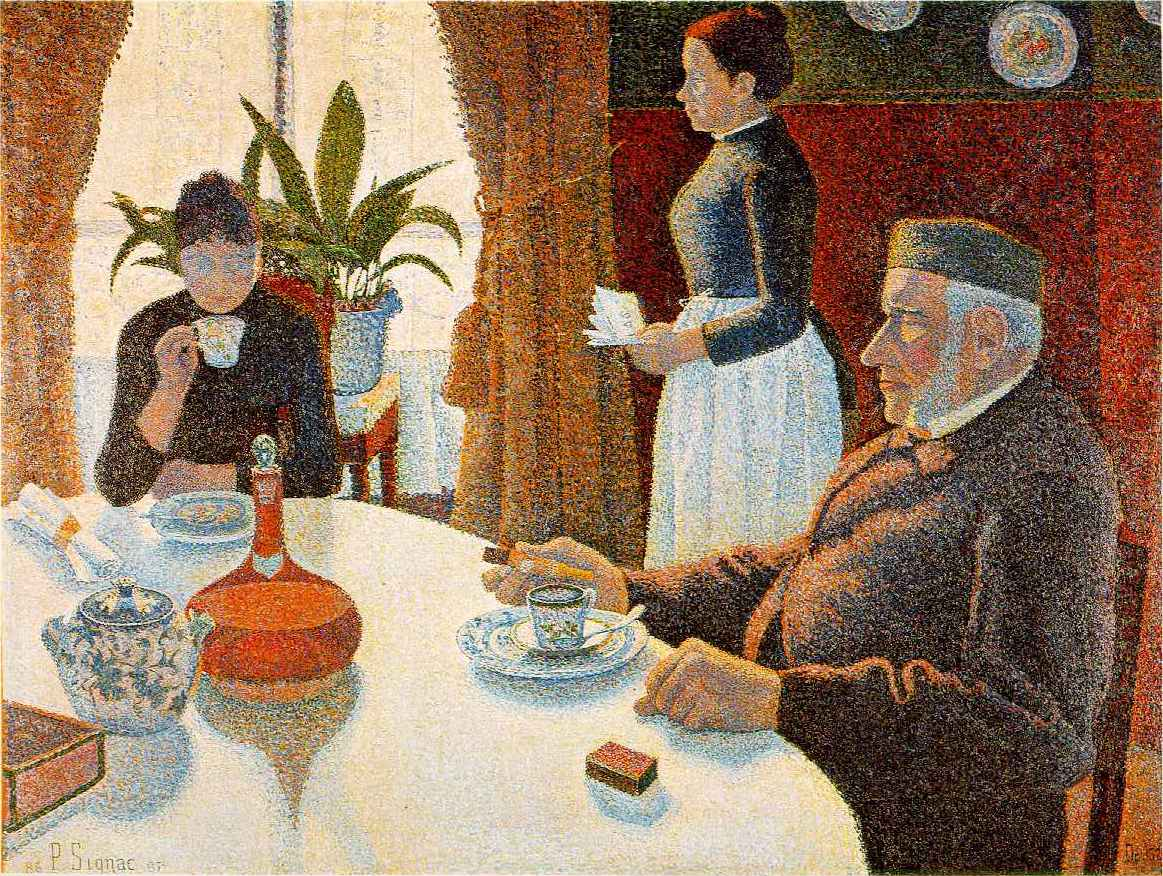
保羅·希涅克, Breakfast, 1886-1887
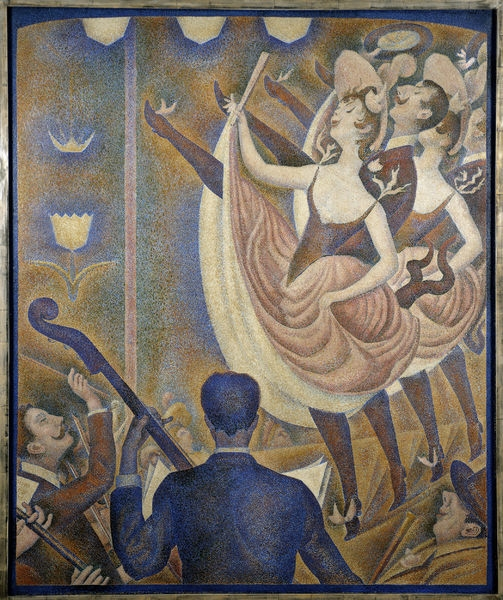
喬治·秀拉, Le Chahut (Can Can), 1889-1890
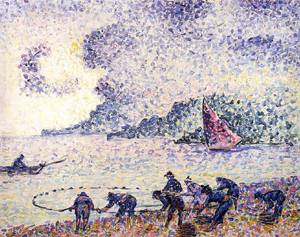
亨利-埃德蒙·克羅斯, Fisherman, 1895
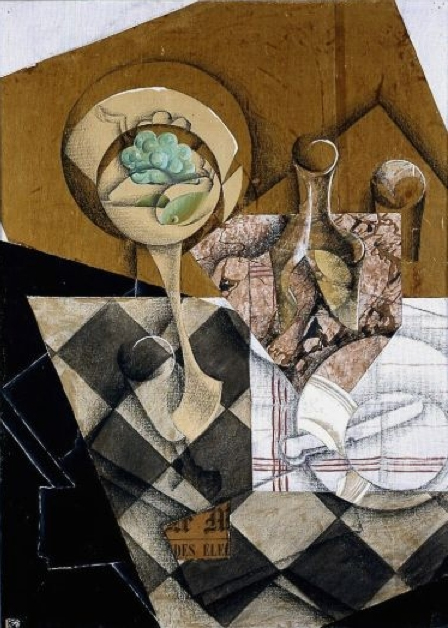
胡安·格里斯, Le Compotier (The Fruit Bowl), 1914
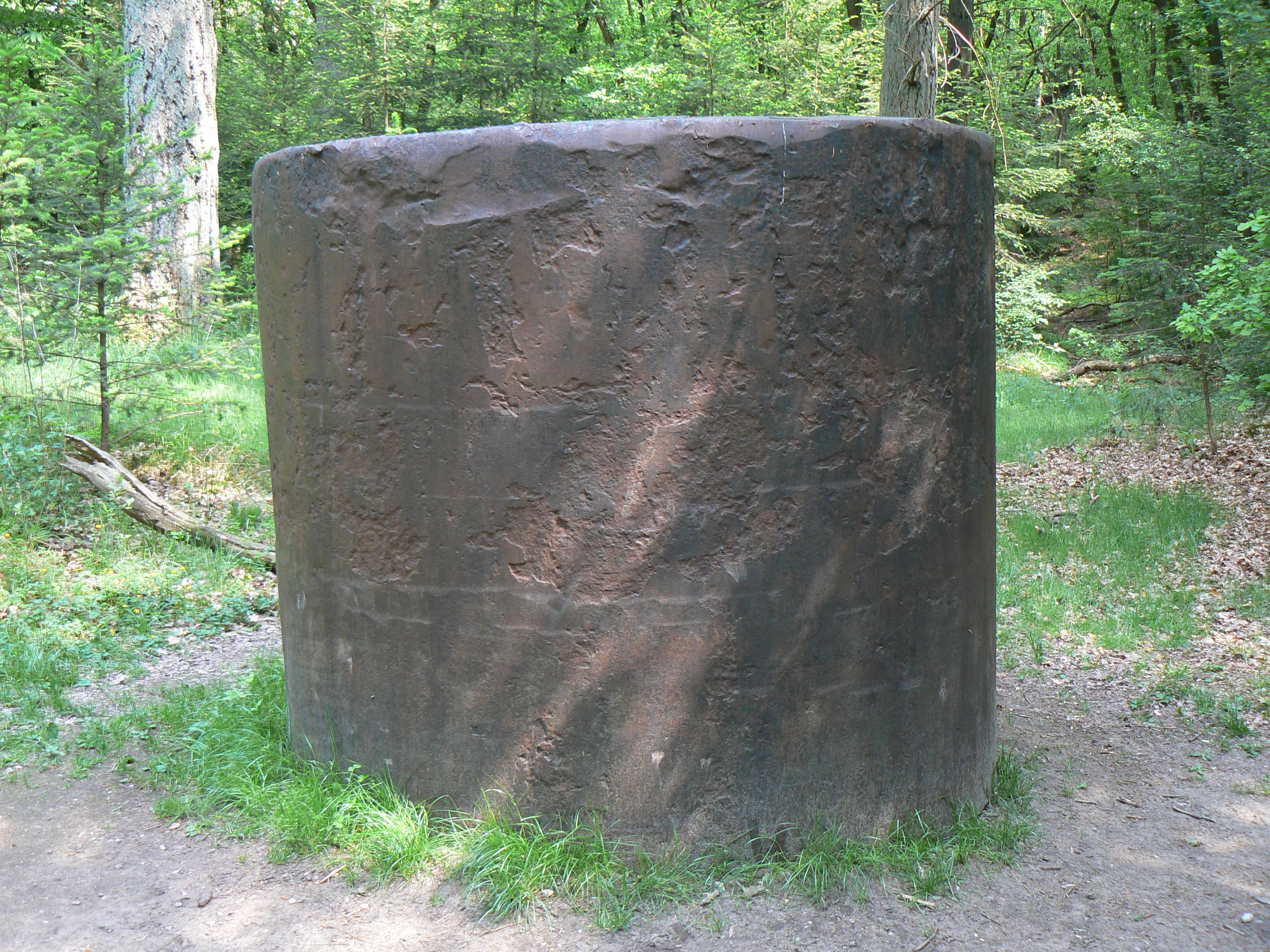
里查·塞拉, One, 1988
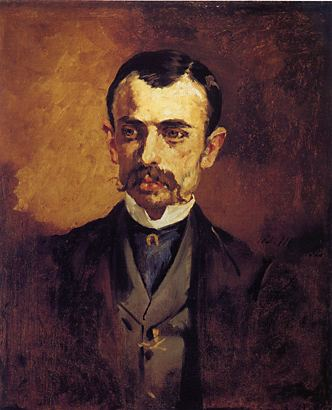
愛德華·馬內: Porträt eines Mannes
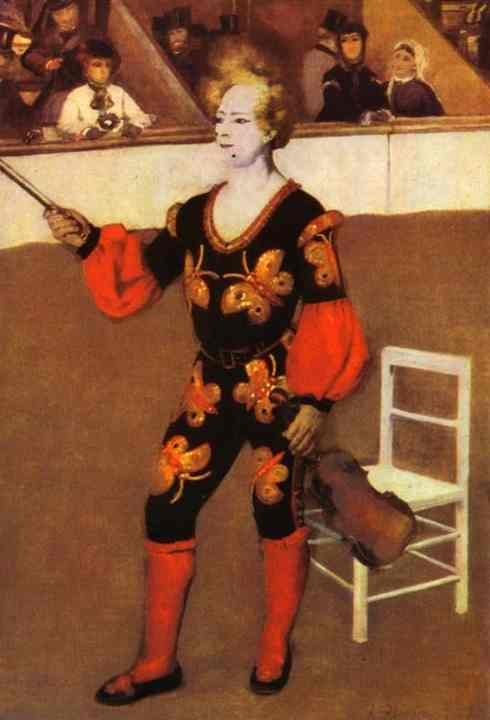
皮耶-奧古斯特·雷諾瓦: Der Clown
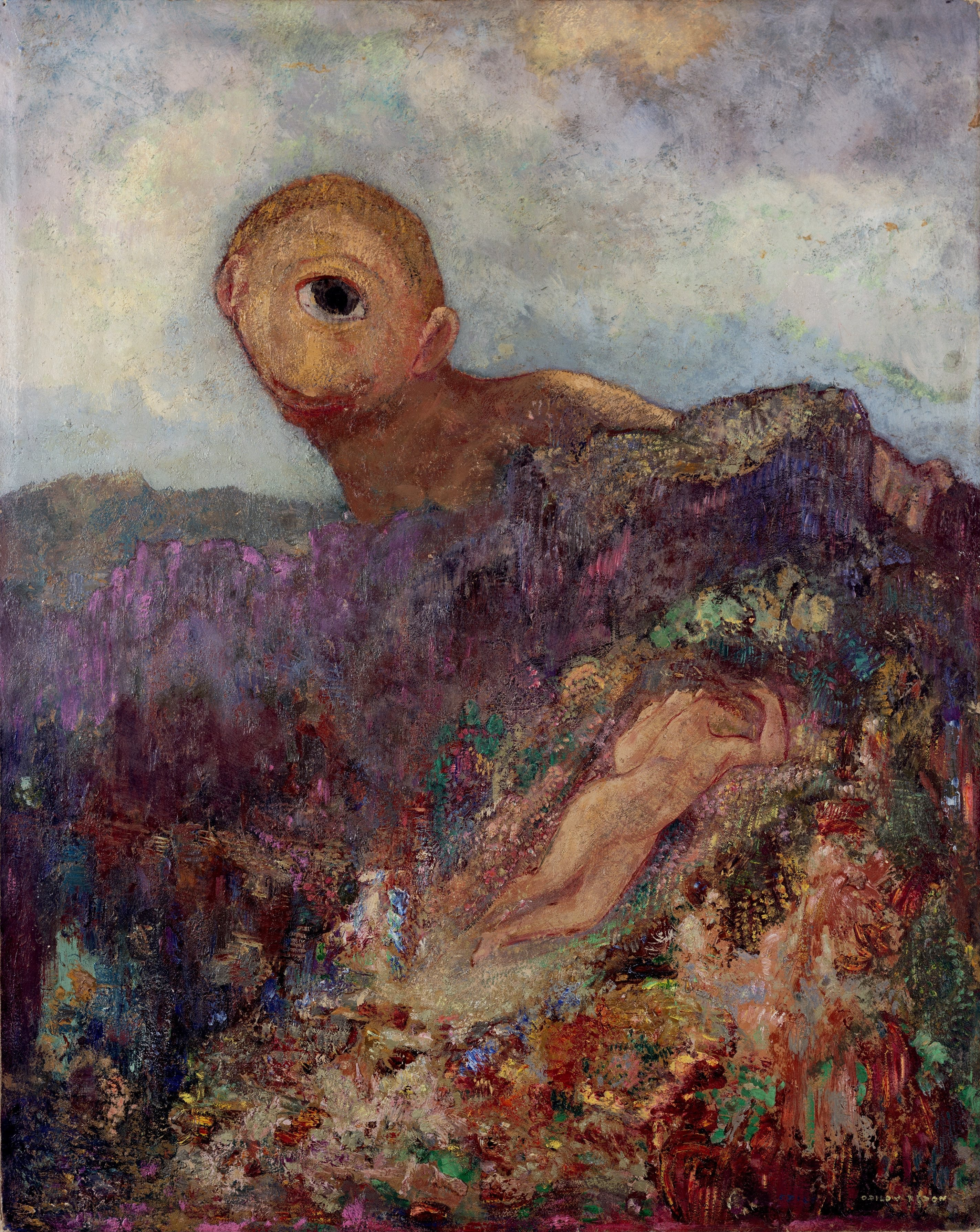
奧迪隆·雷東: Der Zyklop

## 雕塑公園

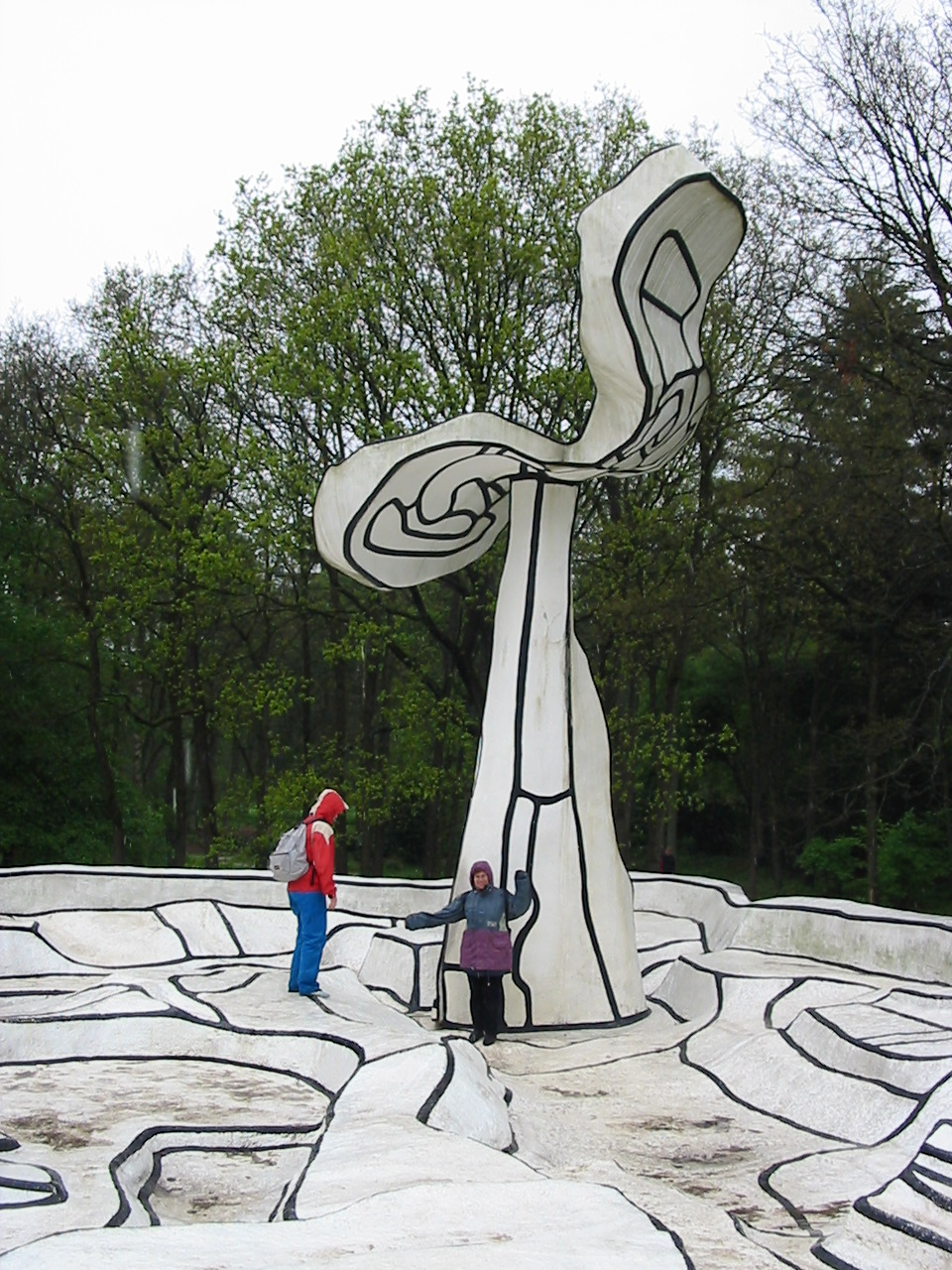
Jardin d'émail，尚·杜布菲作，立於庫勒穆勒博物館雕塑公園内

克勒勒-米勒博物館亦以其位于森林公園内的大型雕塑公園而聞名，該雕塑公園佔地面積超過75英畝（300,000平方），是歐洲最大的雕塑公園之一，擁有豐富的現代和當代雕塑收藏。該公園也反映了海倫·庫勒穆勒有關藝術、建築與自然共生的理念。
該收藏包括奥古斯特·罗丹、亨利·穆尔、尚·杜布菲、馬克·迪·蘇維羅（Mark di Suvero）、卢乔·丰塔纳、克拉斯·歐登伯格、弗里茨·沃特魯巴（Fritz Wotruba）、約普·凡·利肖特（Joep van Lieshout）等人的作品。

## 外部連結
- 官方网站